# Joseph Ferdinand Marie de Salern
Le comte Ferdinand Joseph Marie de Salern (1718 à Berg bei Kling – 7 décembre 1805) est un fils illégitime du prince Ferdinand-Marie-Innocent de Bavière (1699-1738) et de la comtesse Marie Adelheid Fortunata de Spaur. Il est ainsi un neveu de l'Empereur Charles VII et de ses frères Clément-Auguste de Bavière, électeur et archevêque de Cologne, et Jean-Théodore de Bavière, évêque de Freising, à Ratisbonne et à Liège.
Salern est propriétaire de la seigneurie de Geltolfing près de Straubing. Pendant les Guerres napoléoniennes, il sert en tant que général d'artillerie. À partir de 1804, il a son propre régiment d'infanterie "le Comte Salern", qui a été formé à partir du régiment d'Infanterie de Bavière N ° 4 "le Roi Guillaume de Wurtemberg".
Comme Intendant de la musique à la cour bavaroise, il est un patron de Wolfgang Amadeus Mozart. En 1779, il est élu membre de l'Académie bavaroise des sciences.

## Mariages et descendance
Salern est marié deux fois. Une première fois avec la comtesse Marie Mechthildis de Törring-Seefeld (1734-1764). Il a un fils avec elle, Maximilien de Salern. À sa mort, la lignée de Salern s'est éteinte.
Sa deuxième épouse est la comtesse Josepha de La Rosee (morte en 1772). Avec elle, il a deux filles, Maria Josepha et Adélaïde.